# 岡田利春
岡田 利春（おかだ としはる、1925年5月28日 - 2014年10月11日）は、日本の政治家。日本社会党所属。元社会党副委員長。

## 略歴
北海道音別町（現釧路市）出身。雄別の尺別炭鉱に生まれた。釧路工業学校（現北海道釧路工業高等学校）採鉱科卒業後、1942年に太平洋炭鉱に入社。同社労働組合委員長、道炭労委員長を務め、1960年の第29回衆議院議員総選挙に旧北海道5区から立候補し当選。1993年の第40回衆議院議員総選挙で落選し政界引退するまでに当選9回。土井たか子が委員長に就任した86年から90年まで副委員長を務めた。1995年、勲一等瑞宝章受章。
本来の支持基盤であった炭鉱産業が衰退した後も、漁業関連票に食い込むことで強力な地盤を有していた。しかし岡田の引退後、釧路に国替をしてきた鈴木宗男にその地盤を奪われた。
2014年10月11日、肺がんのため死去。89歳没。叙正四位。

## 著作
- 『嵐は強い樹をつくる』[岡田利春] , 1993.3